# خوسيه روبيرتو دي أوليفيرا
خوسيه روبيرتو دي أوليفيرا (بالبرتغالية: José Roberto de Oliveira‏) (مواليد 9 ديسمبر 1980 في إتومبيارا - البرازيل) لاعب كرة قدم برازيلي يلعب حاليا لصالح نادي الدرجة الأولى شالكه الألماني منذ 2008 في مركز الوسط المهاجم .

## روابط خارجية
- خوسيه روبيرتو دي أوليفيرا على موقع رابطة كرة القدم اليابانية للمحترفين (اليابانية)
- خوسيه روبيرتو دي أوليفيرا على موقع قاعدة بيانات كرة القدم.إي يو (الإنجليزية)
- خوسيه روبيرتو دي أوليفيرا على موقع بيانات كرة القدم. دي إي (الألمانية)
- خوسيه روبيرتو دي أوليفيرا على موقع Soccerway.com (الإنجليزية)
- خوسيه روبيرتو دي أوليفيرا على موقع عالم كرة القدم.نت (الإنجليزية)